# Гонія Ібрагім
Гонія Ібрагім (20 грудня 2001) — ірацька плавчиня. Учасниця Чемпіонату світу з водних видів спорту 2017, де в попередніх запливах на дистанції 200 метрів брасом посіла 31-ше місце і не потрапила до півфіналів.